# Бенджамин, Карлсон
Карлсон Бенджамин (англ. Kurlson Benjamin; род. 7 декабря 1984 года) — доминикский футболист, нападающий. В настоящее время выступает за доминикский клуб Бат Истейт. Лучший бомбардир в истории сборной Доминики по футболу.   

## Клубная карьера
Бенджамин родился в Доминике и начал играть за Бат Истейт в 2007 году. 
В конце 2010 года он выступал за гайанский Альфа Юнайтед в кубковом соревновании в качестве приглашённого игрока; вместе с ним за Альфа Юнайтед тогда выступал Китсон Бэйн — игрок сборной Гренады. 

## Международная карьера
Бенджамин дебютировал за Доминику 18 января 2008 года в матче против Гваделупы. Первый гол за сборную футболист забил в своём четвёртом матче: тогда Доминика со счётом 4:0 разгромила Британские Виргинские острова. Второй раз за сборную Бенджамин отличился в товарищеском матче против Барбадоса (Доминика тогда одержала победу со счётом 2:0). Буквально через день, в следующем матче против всё того же Барбадоса, форвард оформил хет-трик, став автором всех трёх голов Доминики. 15 октября 2010 года он внёс значительный вклад в разгром Британских Виргинских островов в Карибском кубке, оформив пента-трик, в том матче Доминика забила десять голов, сохранив при этом свои ворота сухими. Несколько позднее в том же турнире нападающий забил два в ворота Кубы; Доминика тогда проиграла 4:2. 

### Международные голы
Результаты (голы) сборной Доминики указаны первыми.
| №   | Дата             | Место проведения                        | Соперник                      | Счёт | Результат | Соревнование                        |
| --- | ---------------- | --------------------------------------- | ----------------------------- | ---- | --------- | ----------------------------------- |
| 1.  | 5 декабря 2009   | Уиндзор Парк, Розо                      | Британские Виргинские острова | 3:0  | 4:0       | Товарищеский матч                   |
| 2.  | 25 сентября 2010 | Национальный стадион, Бриджтаун         | Барбадос                      | 1:0  | 2:0       | Товарищеский матч                   |
| 3.  | 26 сентября 2010 | Национальный стадион, Бриджтаун         | Барбадос                      | 1:1  | 3:1       | Товарищеский матч                   |
| 4.  | 26 сентября 2010 | Национальный стадион, Бриджтаун         | Барбадос                      | 2:1  | 3:1       | Товарищеский матч                   |
| 5.  | 26 сентября 2010 | Национальный стадион, Бриджтаун         | Барбадос                      | 3:1  | 3:1       | Товарищеский матч                   |
| 6.  | 15 октября 2010  | Панамериканский стадион, Сан-Кристобаль | Британские Виргинские острова | 4:0  | 10:0      | Карибский кубок 2010 (квалификация) |
| 7.  | 15 октября 2010  | Панамериканский стадион, Сан-Кристобаль | Британские Виргинские острова | 6:0  | 10:0      | Карибский кубок 2010 (квалификация) |
| 8.  | 15 октября 2010  | Панамериканский стадион, Сан-Кристобаль | Британские Виргинские острова | 7:0  | 10:0      | Карибский кубок 2010 (квалификация) |
| 9.  | 15 октября 2010  | Панамериканский стадион, Сан-Кристобаль | Британские Виргинские острова | 8:0  | 10:0      | Карибский кубок 2010 (квалификация) |
| 10. | 15 октября 2010  | Панамериканский стадион, Сан-Кристобаль | Британские Виргинские острова | 9:0  | 10:0      | Карибский кубок 2010 (квалификация) |
| 11. | 10 ноября 2010   | Антигуа Рекреэйшн Граунд, Сент-Джонс    | Куба                          | 1:1  | 2:4       | Карибский кубок 2010 (квалификация) |
| 12. | 10 ноября 2010   | Антигуа Рекреэйшн Граунд, Сент-Джонс    | Куба                          | 2:4  | 2:4       | Карибский кубок 2010 (квалификация) |
| 13. | 25 сентября 2012 | Кенсингтон-Овал, Бриджтаун              | Аруба                         | 2:1  | 3:2       | Карибский кубок 2012 (квалификация) |
| 14. | 25 сентября 2012 | Кенсингтон-Овал, Бриджтаун              | Аруба                         | 3:2  | 3:2       | Карибский кубок 2012 (квалификация) |

## Внешние ссылки
- Профиль на сайте National Football Teams (англ.)
- Профиль базы данных Карибского футбола